# Więzadło przednie młoteczka

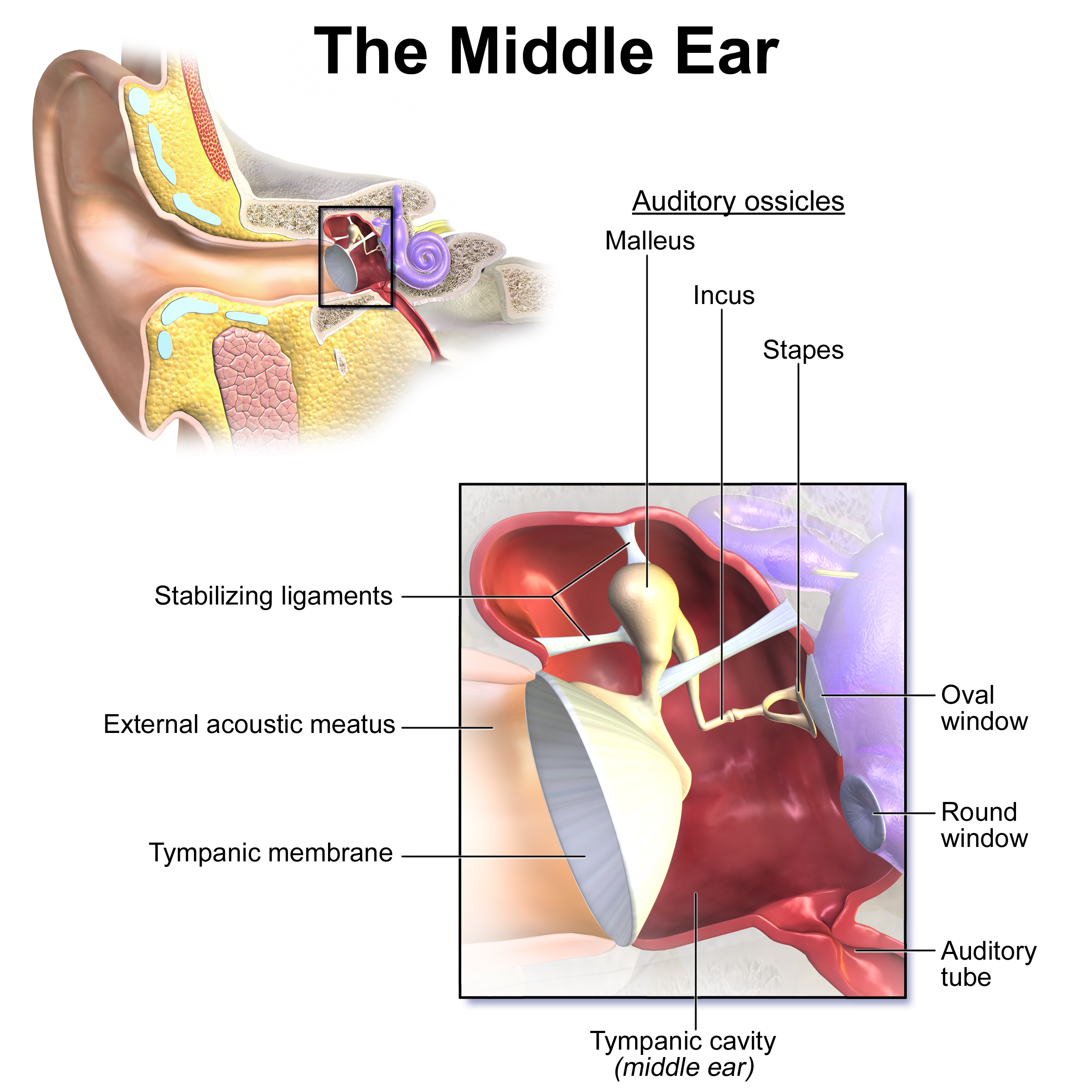
Ucho środkowe człowieka. Widoczne więzadła młoteczka.

Więzadło przednie młoteczka (łac. ligamentum mallei anterius) – w anatomii człowieka jedno z więzadeł łączących kosteczki słuchowe ze ścianami jamy bębenkowej, najsilniejsze z trzech więzadeł młoteczka. Zaczyna się dwoma pasmami, z których jedno przyczepia się na kolcu bębęnkowym mniejszym, a drugie na kolcu kości klinowej. To drugie pasmo przechodzi przez szczelinę skalisto-bębenkową do jamy bębenkowej i tu łączy się z pierwszym, biegnąc dalej wspólnie w fałdzie młoteczkowym przednim i kończąc się na wyrostku przednim i szyjce młoteczka.